# Disporum lutescens
Disporum lutescens là một loài thực vật có hoa trong họ Măng tây. Loài này được (Maxim.) Koidz. mô tả khoa học đầu tiên năm 1919.